# Adam Kowalik (1933–2016)
Adam Józef Kowalik (ur. 15 grudnia 1933 w Płazie, zm. 17 grudnia 2016 w Warszawie) – polski prawnik i polityk, minister handlu wewnętrznego i usług w latach 1976–1981, poseł na Sejm PRL VII kadencji.

## Życiorys

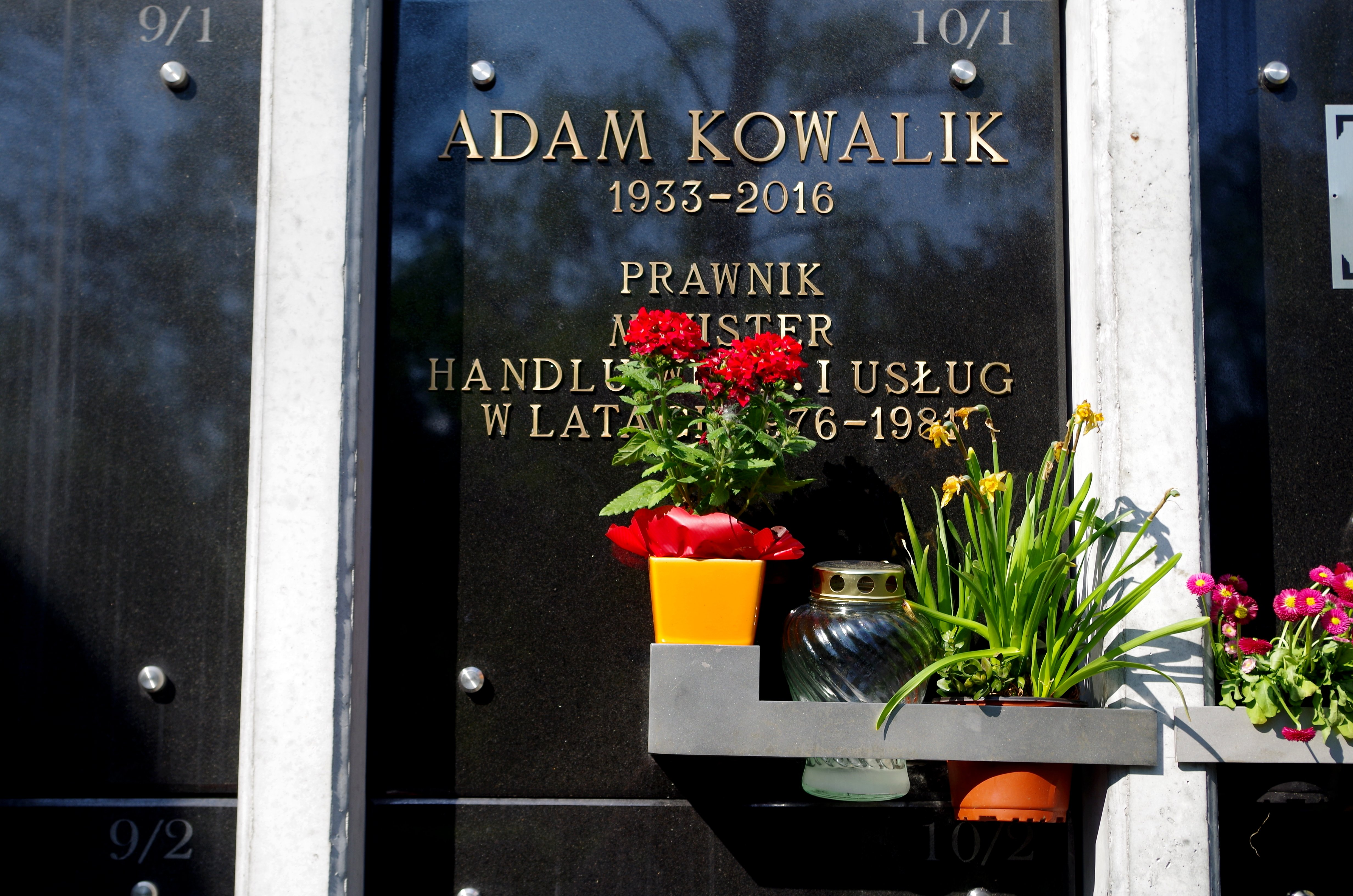
Grób Adama Kowalika na Cmentarzu Wojskowym na Powązkach w Warszawie

Syn Adama i Janiny. Od 1949 działał w organizacjach młodzieżowych. 11 kwietnia 1951 został członkiem Polskiej Zjednoczonej Partii Robotniczej. W latach 1952–1953 był instruktorem Komitetu Powiatowego PZPR we Włoszczowie. Od 1954 do 1960 pełnił funkcję naczelnika wydziału w Zjednoczeniu Przemysłu Kabli i Sprzętu Elektrotechnicznego w Warszawie. W 1960 ukończył studia na Wydziale Prawa Uniwersytetu Warszawskiego. W okresie 1960–1961 był instruktorem i zastępcą kierownika Wydziału Organizacyjnego Komitetu Warszawskiego PZPR, w latach 1961–1963 sekretarzem ekonomicznym Komitetu Dzielnicowego PZPR Warszawa-Mokotów, w okresie 1965–1968 ponownie zastępcą kierownika Wydziału Organizacyjnego Komitetu Warszawskiego PZPR, w latach 1968–1969 kierownikiem Stołecznego Ośrodka Propagandy Partyjnej, w okresie 1969–1971 I sekretarzem Komitetu Dzielnicowego PZPR Warszawa-Mokotów, w latach 1971–1975 sekretarzem Komitetu Warszawskiego PZPR, a w latach 1975–1976 I sekretarzem Komitetu Wojewódzkiego partii w Tarnobrzegu (równocześnie kierował prezydium tamtejszej Wojewódzkiej Rady Narodowej). Od grudnia 1975 do lutego 1980 był zastępcą członka, a od lutego 1980 do lipca 1981 członkiem Komitetu Centralnego PZPR.
Od 2 grudnia 1976 do 12 czerwca 1981 był ministrem handlu wewnętrznego i usług w rządach Piotra Jaroszewicza i Edwarda Babiucha oraz Edwarda Babiucha, Józefa Pińkowskiego i Wojciecha Jaruzelskiego. W latach 1976–1980 był ponadto posłem na Sejm PRL VII kadencji. Od kwietnia do sierpnia 1980 pełnił funkcję przewodniczącego Komitetu ds. Rynku Wewnętrznego przy Radzie Ministrów. Był także podsekretarzem stanu – sekretarzem Komisji Współpracy Gospodarczej z Zagranicą w Urzędzie Rady Ministrów (został nim 22 listopada 1982).
Był organizatorem województwa tarnobrzeskiego.
Odznaczony m.in. Krzyżem Oficerskim Orderu Odrodzenia Polski oraz Złotą odznaką „Zasłużonemu w rozwoju województwa katowickiego” (1978). W 1979 wyróżniony wpisem do „Księgi zasłużonych dla województwa tarnobrzeskiego”.
Zmarł 17 grudnia 2016, w wieku 83 lat. Pochowany sześć dni później na Cmentarzu Wojskowym na Powązkach (kwatera Q kolumbarium 6-1-10).